# Donovan Ruddock
Donovan Ruddock  (ur. 21 grudnia 1963 w Saint Catherine na Jamajce) – zawodowy bokser przez całą swoją karierę reprezentujący kanadyjskie barwy. Były mistrz świata federacji IBC.

## Kariera zawodowa
W swojej profesjonalnej karierze mierzył się między innymi z takimi zawodnikami jak Mike Tyson (dwukrotnie), Lennox Lewis czy też Tommy Morrison, za każdym razem schodząc z ringu jako pokonany. Mistrz świata federacji IBC, kiedy to w 1992 roku w Cleveland, Ohio pokonał przez nokaut w czwartej rundzie Phila Jacksona, który w dniu walki szczycił się znakomitym rekordem (25-0, 23 KO).

## Dalsza kariera
28 marca 2015 w  kanadyjskim Ontario po czternastu latach od ostatniego pojedynku zmierzył się na dystansie sześciu rund z  Nigeryjczykiem Raymondem Olubowalem (10-6-1, 7 KO), wygrywając przez techniczny nokaut piątej rundzie.
22 maja 2015 w Quebecu w Kanadzie pokonał niejednogłośnie na punkty  57:57 i dwukrotnie 58:56 Kanadyjczyka Erica Barraka (8-3, 6 KO).